# Wedderburn Castle

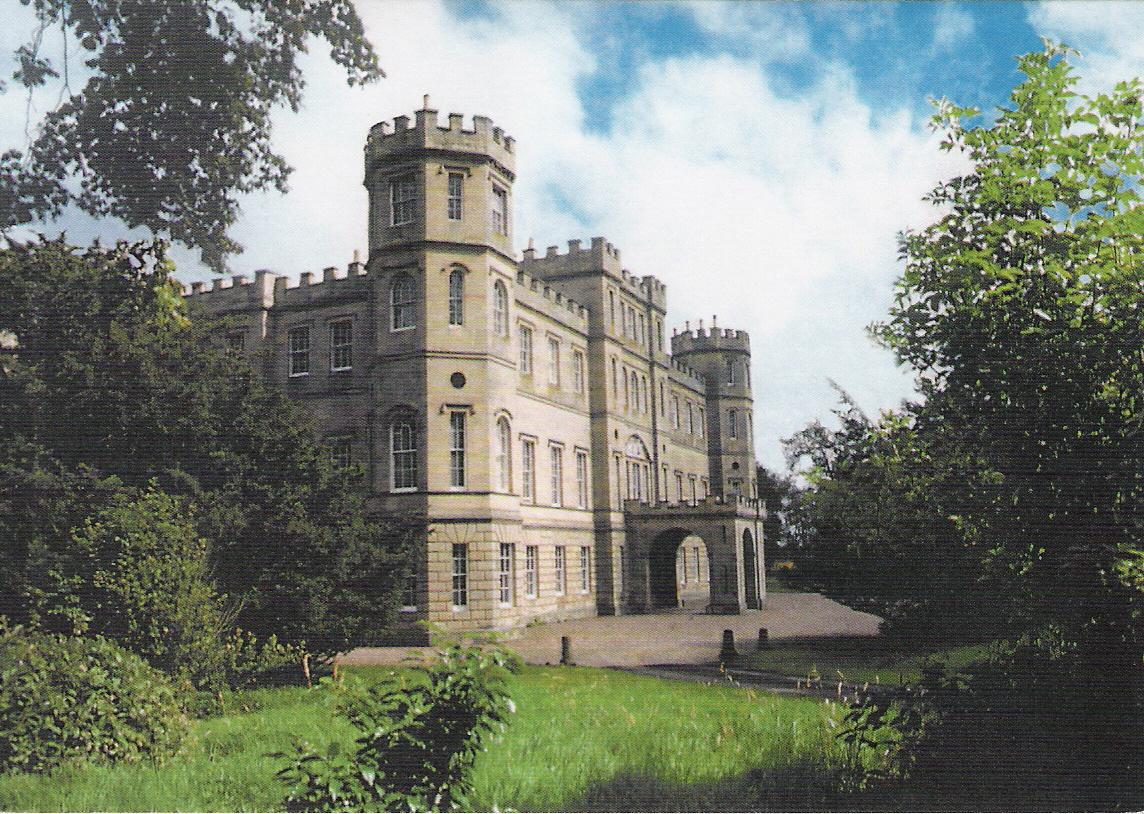
Wedderburn Castle

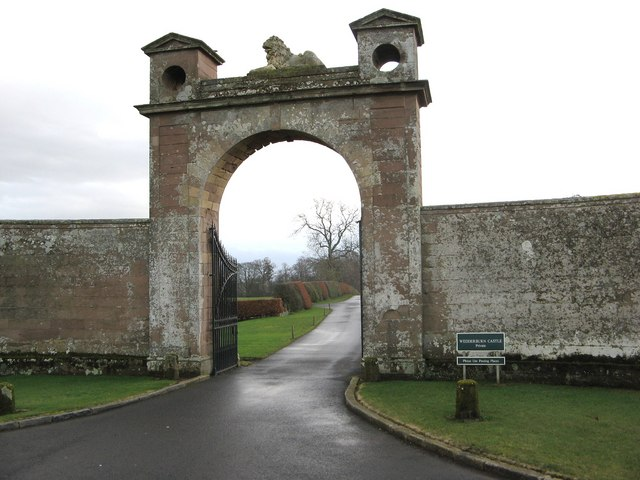
Torzufahrt

Wedderburn Castle ist ein Schloss nahe der schottischen Ortschaft Duns in der Council Area Scottish Borders. 1971 wurde das Bauwerk in die schottischen Denkmallisten in der höchsten Denkmalkategorie A aufgenommen. Des Weiteren ist die zugehörige Torzufahrt eigenständig als Kategorie-A-Bauwerk klassifiziert. Zusammen mit weiteren Außengebäuden bilden Schloss und Tor außerdem ein Denkmalensemble der Kategorie A. Zuletzt ist das Anwesen im schottischen Register für Landschaftsgärten verzeichnet. In drei der sieben Kategorien verlieh Historic Scotland das Prädikat „herausragend“.

## Geschichte
Seit dem 15. Jahrhundert zählen die Ländereien von Wedderburn zum Besitz des Clans Home. Infolge der Beteiligung des Eigentümers George Home, 2. Baronet am ersten Jakobitenaufstand 1715 wurde der Clan enteignet. Nach Intervention erfuhr der Clan Rehabilitation und Wedderburn sowie Paxton ging in den Besitz Patrick Homes über. Nach dem Scheitern seiner Ehe veräußerte Home Paxton und begann mit dem Aufbau des heutigen Wedderburn Castle am Standort eines Tower Houses aus dem 15. Jahrhundert.
Die Bauarbeiten nach einem Entwurf des bedeutenden schottischen Architektenbrüderpaars Robert und James Adam wurden um 1770 aufgenommen und zogen sich bis 1777 hin. Bis zum Ende des Jahrhunderts waren die meisten Außengebäude fertiggestellt und die Anlage der umgebenden Parkanlagen und Gärten im Gange. Im Laufe des Zweiten Weltkriegs beherbergte Wedderburn Castle ein Marinehospital. Während Schloss und die direkt umliegenden Anlagen sich bis heute im Besitz der Familie Home befinden, wurde das ehemals weitläufige Anwesen teilweise parzelliert und veräußert.